# Možgaj
Možgaj ili Možgov (mađ. Mozsgó) je selo u južnoj Mađarskoj.
Zauzima površinu od 21,76 km četvornih.

## Zemljopisni položaj
Nalazi se na 46° 7' sjeverne zemljopisne širine i 17° 51' istočne zemljopisne dužine. Suliman je 1,5 km zapadno, Vislovo je 4,5 km zapadno, Laslov je 1 km sjeverno, Mamelik je 4,5 km sjeveroistočno, a Ibaba je 6 km sjeveroistočno, Almáskeresztúr je 2 km istočno, Čerta je 2 km jugozapadno, Becvara je 5 km južno

## Upravna organizacija
Upravno pripada Sigetskoj mikroregiji u Baranjskoj županiji. Poštanski broj je 7932. 

## Povijest
U povijesti se selo spominje i kao Dumburou (1330.), Dumbro, a 1403. kao Mosgow.

## Promet
Cestovna prometnica br. 67 koja ide od Sigeta do Kapošvara prolazi zapadno od sela.

## Stanovništvo
Možgaj (Možgov) ima 1132 stanovnika (2001.). 85% su Mađari, 3% je Roma, Hrvata je 0,3%, Nijemaca je 0,7%, a nepoznate nacionalnosti odnosno onih koji nisu željeli odgovoriti je preko 10%. Dvije trećine stanovnika su rimokatolici, kalvinista je preko 5%, a nešto je i luterana.

## Vanjske poveznice
- (mađ.) Mozsgó a Vendégvárón  Arhivirana inačica izvorne stranice od 24. veljače 2005. (Wayback Machine)
- (mađ.) Légifotók Mozsgóról
- Možgaj na fallingrain.com